# Lockheed Martin
Lockheed Martin (NYSE: LMT) és una empresa contractista de defensa i seguretat estatunidenca global de tecnologia aeroespacial avançada, amb interessos mundials. Es va formar per la fusió de Lockheed Corporation i Martin Marietta el març de 1995. Té la seu a Bethesda, Maryland, a l'Àrea metropolitana de Washington. Lockheed Martin ocupa 123.000 persones a escala mundial. Robert J. Stevens és l'actual president i CEO.
Lockheed Martin és un dels contractistes de defensa més grans del món; el 2009, un 74% dels ingressos de Lockheed Martin provenien de les vendes militars. Es va rebre un 7,1% dels fons pagats pel Pentàgon.
Lockheed Martin opera en quatre segments de negocis. Aquests comprenen, amb percentatges respectius de 2009 les vendes netes totals de 45,2 $ mil milions de dòlars, aeronàutica (27%), sistemes electrònics (27%), sistemes d'informació i solucions globals (27%), i sistemes espacials (19%). El 2009, els contractes governamentals dels EUA van representar 38,4 $ mil milions (85%), els contractes de governs estrangers 5,8 $ mil milions (13%), i els contractes comercials i altres per 900 $ milions (2%). En els anys 2009 i 2008, la companyia ha encapçalat la llista dels contractistes del govern federal dels Estats Units.
La companyia ha rebut el trofeu Collier sis cops. Més recentment (el 2001) per participar en el desenvolupament del sistema de propulsió LiftFan X-35/F-35B, i novament el 2006 per dirigir l'equip que va desenvolupar l'avió de combat F-22 Raptor.

## Models d'avions
- Lockheed Martin F-22 Raptor: Caça d'última generació, evolució del YF-22. (1997)
- Lockheed Martin F-35 Lightning II: Caça bombarder furtiu. (2006)
- Lockheed Martin RQ-170 Sentinel: Avió de reconeixement no tripulat. (2007)